# Lodovico Grossi da Viadana
Lodovico Grossi da Viadana (ur. około 1560 w Viadanie, zm. 2 maja 1627 w Gualtieri) – włoski kompozytor, franciszkanin. 

## Życiorys
Był uczniem Costanzo Porty. Przed 1593 rokiem wstąpił do Zakonu Braci Mniejszych, przybierając wówczas nazwisko Viadana. Od około 1594 do 1597 roku był kapelmistrzem katedry w Mantui. Później działał w Rzymie i przypuszczalnie w Padwie, w 1602 roku przebywał we franciszkańskim konwencie św. Łukasza w Cremonie. Od 1602 do 1603 roku był kapelmistrzem katedry w Reggio nell’Emilia. W późniejszych latach był także kapelmistrzem katedr w Concordii (1608–1609) i Fano (1609–1612). Między 1614 a 1617 rokiem pełnił funkcję definitora kapituły franciszkańskiej dla prowincji bolońskiej. W późniejszym okresie przebywał w klasztorach w Busseto i pod koniec życia w Gualtieri.

## Twórczość
Był autorem około 30 opusowanych dzieł, głównie religijnych (część zaginęła), które doczekały się licznych wydań. Tworzył m.in. msze, psalmy, lamentacje, magnifikaty, motety. Początkowo tworzył w typie polifonii a cappella. Przełomowe znaczenie w jego twórczości ma Cento concerti con il basso continuo (wyd. Wenecja 1602), małogłosowy koncert z obligatoryjnym akompaniamentem organowym, uznawany za najwcześniejszy znany przykład zastosowania techniki basso continuo w muzyce religijnej.